# Chuck Thompson
Chuck Thompson (* 4. Juni 1926 in New York City als Charles Edmund Thompson; † 7. März 1982 in Los Angeles) war ein US-amerikanischer Jazz-Schlagzeuger des Bebop.
Chuck Thompson wurde 1943 Profimusiker und arbeitete 1946 in Kalifornien bei Cee Pee Johnson. Im selben Jahr spielte er zusammen mit Charlie Parker (Yardbird in Lotusland, Spotlite), Howard McGhee, Miles Davis und Joe Albany. Danach arbeitete Thompson freelance, meist in der Nähe von Los Angeles. Nach 1947 spielte er mit Benny Carter, Dexter Gordon, Wardell Gray, Charles Mingus, 1949 im Trio von Erroll Garner. 1954 nahm er mit Barney Kessel, 1956 mit Sonny Criss auf. Eine größere Bekanntheit erlangte er 1955/56 durch seine Mitgliedschaft im Trio von Hampton Hawes. Danach arbeitete Chuck Thompson vorwiegend mit lokalen Gruppen in der San Francisco Bay Aera. Er starb im Alter von 55 Jahren in Los Angeles.
Chuck Thompson ist nicht zu verwechseln mit dem Bebop-Pianisten Charles Thompson, der ebenfalls mit Charlie Parker spielte. 

## Auswahldiskographie
- Sonny Criss: The Complete Imperial Sessions (Blue Note, 1956)
- Erroll Garner: 1949, Vol. 2 (Classics)
- Dexter Gordon: The Dial Sessions (Storyville, 1947)
- Wardell Gray’s Los Angeles All Stars: Wardell Gray Memorial Vol. 2 (OJC, 1950–52)
- Hampton Hawes: Everybody Likes Hampton Hawes (Contemporary, 1956); The Trio (Contemporary/OJC, 1956)
- Barney Kessel: Plays Standards (OJC, 1954)
- Charles Mingus: West Coast 1945–1949 (Uptown)